# Van Cliburn
Harvey Lavan "Van" Cliburn, Jr. (ur. 12 lipca 1934 w Shreveport; zm. 27 lutego 2013 w Fort Worth) – amerykański pianista, zwycięzca pierwszego Międzynarodowego Konkursu Muzycznego im. Piotra Czajkowskiego (1958).

## Życiorys

### Młodość
Gry na fortepianie uczył się od trzeciego roku życia. W wieku 12 lat po raz pierwszy wystąpił z orkiestrą. W 1951 ukończył Kilgore High School, po czym rozpoczął studia w Juilliard School. W 1954 osiągnął swój pierwszy znaczący sukces, gdy zwyciężył w Konkursie Muzycznym im. Leventrittego. Dzięki wygranej zaczął być zapraszany na występy przez amerykańskie orkiestry (m.in. Cleveland Orchestra i Filharmonię Nowojorską).

### Światowa kariera
W 1958 zwyciężył w pierwszej edycji Międzynarodowego Konkursu Muzycznego im. Piotra Czajkowskiego w Moskwie. Szczególny entuzjazm wzbudziła jego interpretacja I Koncertu fortepianowego Czajkowskiego. Sukces amerykańskiego pianisty w radzieckim konkursie był dużym zaskoczeniem w związku z trwającą zimną wojną.
Po powrocie do kraju Cliburn został uhonorowany paradą w Nowym Jorku, a tygodnik Time umieścił jego zdjęcie na okładce z dopiskiem „Teksańczyk, który podbił Rosję”. W 1962 zorganizowano pierwszą edycję Międzynarodowego Konkursu Pianistycznego im. Van Cliburna. Harvey Cliburn koncertował w najważniejszych filharmoniach w Ameryce i w Europie, powracał do Związku Radzieckiego. W trakcie swojej kariery wystąpił przed wszystkimi prezydentami USA od Dwighta Eisenhowera do Baracka Obamy.

### Późniejsze lata
W 1978 na dziesięć lat wycofał się z działalności artystycznej. Powrócił w 1987, aby dać koncert dla Ronalda Reagana i Michaiła Gorbaczowa. Później wystąpił m.in. z okazji 100. rocznicy otwarcia Carnegie Hall. W trakcie swojej kariery otrzymał prestiżowe nagrody, m.in. Medal Wolności (2003), Grammy Lifetime Achievement Award (2004), National Medal of Arts (2010) i ponad 20 doktoratów honoris causa.
Zmarł 27 lutego 2013 z powodu choroby nowotworowej.